# 刘文斌
刘文斌（1891年—1967年），原名刘存有，男，汉族，天津宝坻人，京东大鼓创始人，拜师宋恩德，也受到京东说书人张瘸老（张增德）的影响。
与齐文洲、魏熹庚一起被后人称为京东大鼓的三杆大旗。 

## 生平
1891年，生于今天津市宝坻区尔王庄镇黄花淀村。
少时曾就读三个月私塾，后因家境贫寒，遂罢。
1911年，因灾，出外于直隶、内蒙等地做小生意。
1915年，拜宝坻老乡宋恩德为师。
1921年，刘文斌开始在天津书场以京东大鼓为曲调名演出。
1938年，国乐唱片公司将刘文斌的《郭子仪庆寿》《拆西厢》《隋炀帝下扬州》《王二姐思夫》《刘公案》等唱段灌成唱片。
1956年，加入河西区书曲队，并当选河西区人大代表。
1967年6月4日，病故于天津，后安葬于其老家黄花淀村。